# 羽曳野市
羽曳野市（はびきのし）は、大阪府南河内地域に位置する市。ぶどうとイチジクの栽培が盛ん。また古墳などの古代史跡の多い地としても知られる。1959年（昭和34年）市制施行。本項では市制前の名称である南大阪町（みなみおおさかちょう）についても述べる。

## 地理

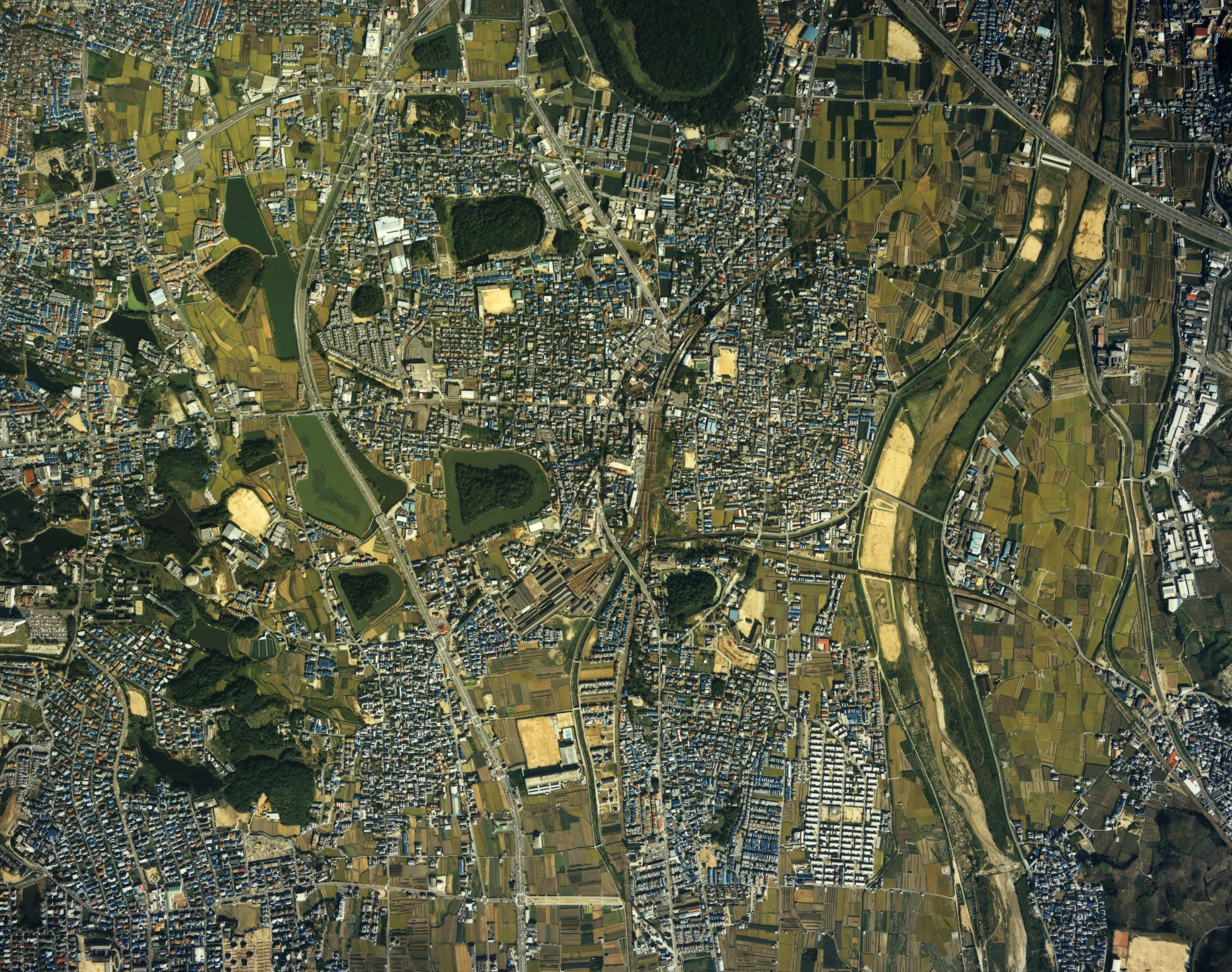
羽曳野市中心部古市地区周辺の空中写真。1985年撮影の2枚を合成作成。。

大阪府の南東部に位置しており、生駒山系、信貴山系、金剛山系、葛城山系に囲まれた河内平野の内側に位置する。市の東部は二上山西麓や龍王寺山塊、中央部は石川河内平野や羽曳野丘陵、西部は狭山扇状地となっている。
市の東部は古市郡の旧郡域であり、石川と支流の飛鳥川や大乗川などが北流する。西部は丹南郡の旧郡域であり、東除川が北流する。
- 山 : 鉢伏山、寺山
- 川 : 石川、東除川

### 人口
平成27年国勢調査より前回調査からの人口増減をみると、4.25％減の112,683人であり、増減率は府下43市町村中32位、72行政区域中58位。
| |                                          |  |
| 羽曳野市と全国の年齢別人口分布（2005年） | 羽曳野市の年齢・男女別人口分布（2005年） |  |
| ■紫色 ― 羽曳野市 ■緑色 ― 日本全国 | ■青色 ― 男性 ■赤色 ― 女性                |  |
| 羽曳野市（に相当する地域）の人口の推移 \| 1970年（昭和45年） \| 77,134人 \| \| \| 1975年（昭和50年） \| 94,160人 \| \| \| 1980年（昭和55年） \| 103,181人 \| \| \| 1985年（昭和60年） \| 111,394人 \| \| \| 1990年（平成2年） \| 115,049人 \| \| \| 1995年（平成7年） \| 117,735人 \| \| \| 2000年（平成12年） \| 119,246人 \| \| \| 2005年（平成17年） \| 118,695人 \| \| \| 2010年（平成22年） \| 117,681人 \| \| \| 2015年（平成27年） \| 112,683人 \| \| \| 2020年（令和2年） \| 108,736人 \| \| |                                          |  |
| 総務省統計局 国勢調査より |                                          |  |
| 1970年（昭和45年） | 77,134人                                 |  |
| 1975年（昭和50年） | 94,160人                                 |  |
| 1980年（昭和55年） | 103,181人                                |  |
| 1985年（昭和60年） | 111,394人                                |  |
| 1990年（平成2年） | 115,049人                                |  |
| 1995年（平成7年） | 117,735人                                |  |
| 2000年（平成12年） | 119,246人                                |  |
| 2005年（平成17年） | 118,695人                                |  |
| 2010年（平成22年） | 117,681人                                |  |
| 2015年（平成27年） | 112,683人                                |  |
| 2020年（令和2年） | 108,736人                                |  |

### 隣接している自治体・行政区
大阪府
- 堺市（美原区）
- 松原市
- 藤井寺市
- 柏原市
- 富田林市
- 南河内郡：太子町

奈良県
- 香芝市

## 歴史
古墳時代には多くの古墳が造営された（古市古墳群）。古代の官道といわれる竹内街道が市を東西に貫いている。
11世紀ごろ、市東部の壺井が河内源氏の祖源頼信の本拠地となる（武家の棟梁八幡太郎義家で有名）。
中世に郡界が混乱し、もともと安宿部郡（あすかべのこおり）だった駒ケ谷と飛鳥が古市郡に含まれるようになった。古代から見られる集落の飛鳥や、氏神社の飛鳥戸神社、飛鳥川などに「あすか」の名が残っている。

### 沿革
- 1956年（昭和31年）9月30日 - 南河内郡古市町・高鷲町・埴生村・西浦村・駒ヶ谷村・丹比村の2町4村新設合併して南大阪町が発足。
- 1957年（昭和32年）4月1日 - 大字多治井を南河内郡美原町に編入。
- 1959年（昭和34年）1月15日 - 南河内郡南大阪町が市制を施行。南大阪市[3]となるが、即日改称[4]して羽曳野市となる。府内26番目。

## 行政

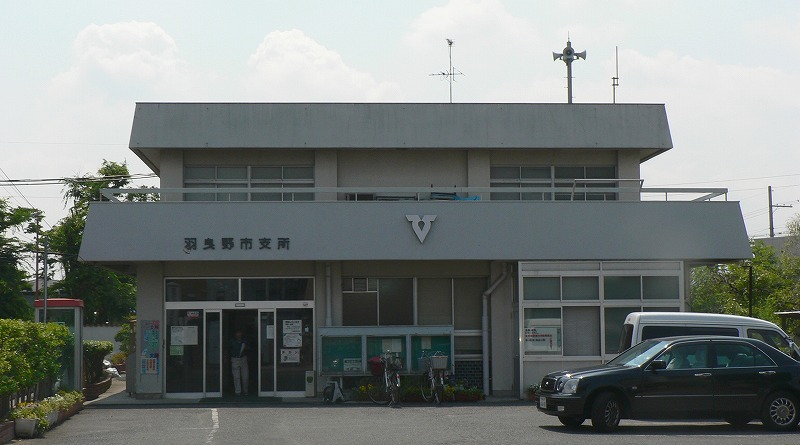
羽曳野市支所

- 市長 : 山入端創（2020年7月25日就任、2期目[5]、2028年7月24日任期満了）

### 歴代市長
| 代   | 氏名       | 就任年 | 退任年 |
| ---- | ---------- | ------ | ------ |
| 初代 | 塩野庄三郎 | 1959年 | 1964年 |
| 2代  | 金井一成   | 1964年 | 1969年 |
| 3代  | 松本久男   | 1969年 | 1973年 |
| 4代  | 津田一朗   | 1973年 | 1989年 |
| 5代  | 福谷剛蔵   | 1989年 | 2004年 |
| 6代  | 北川嗣雄   | 2004年 | 2020年 |
| 7代  | 山入端創   | 2020年 | 現職   |

## 政治

### 市議会
定数は18人。2018年9月1日時点での会派構成は以下の通り。
| 会派名               | 議席数 | 所属党派     |
| -------------------- | ------ | ------------ |
| 大阪維新・無所属の会 | 4      | 大阪維新の会 |
| 日本共産党           | 4      | 日本共産党   |
| 公明党               | 3      | 公明党       |
| 自由民主党           | 3      | 自由民主党   |
| 市民クラブ           | 3      |              |
| 無会派               | 1      |              |

羽曳野市のページ

### 府議会
羽曳野市選挙区（定数1）
- 西元宗一（大阪維新の会大阪府議会議員団）

### 衆議院
- 任期：2021年（令和3年）10月31日 - 2025年（令和7年）10月30日（「第49回衆議院議員総選挙」参照）

| 選挙区                                             | 議員名   | 党派名       | 当選回数 | 備考   |
| -------------------------------------------------- | -------- | ------------ | -------- | ------ |
| 大阪府第14区（八尾市、柏原市、羽曳野市、藤井寺市） | 青柳仁士 | 日本維新の会 | 1        | 選挙区 |

## 経済
- 市東端部の駒ケ谷地区（5大字）においてブドウ栽培が盛んで、ワインの醸造も行われている。

### 産業
- 産業人口

第一次産業就業者数 約800人
第二次産業就業者数 約17000人
第三次産業就業者数 約35000人

### 市内にある企業
- アトム電器
- カクタスコーポレーション
- グロリア魔法瓶製作所
- サンプラザ
- 乗馬クラブクレイン
- チョーヤ梅酒
- タケダハム

当市に本社を置く東京証券取引所の上場企業はないが、かつてはカワグチという企業があった。

### 金融機関
- りそな銀行　1店舗（羽曳野支店　指定金融機関であり、市役所や市の施設内にATMが設置されている）
- 池田泉州銀行　1店舗（羽曳野支店）
- 関西みらい銀行　2店舗（羽曳野支店、羽曳が丘支店）
- 南都銀行　1店舗（羽曳野支店　南都銀行が大阪進出開始初期に出店した店舗であるが現在、新規取引は法人のみとなっている。かつては個人客の新規取引も受け入れていた）
- 大阪シティ信用金庫　2店舗（古市支店、恵我之荘支店　いずれも旧八光信用金庫）

### 日本郵政グループ
（2021年4月現在）
- 日本郵便株式会社
  - 羽曳野恵我之荘郵便局（南恵我之荘）
  - 羽曳野白鳥（はくちょう）郵便局（翠鳥園＝すいちょうえん）
  - 羽曳野島泉（しまいずみ）郵便局（島泉）
  - 羽曳野高鷲郵便局（高鷲）
  - 羽曳野桃山台郵便局（桃山台）
  - 羽曳が丘郵便局（羽曳が丘）
  - 羽曳野野々上（ののうえ）郵便局（野々上）
  - 羽曳野城山郵便局（古市）
  - 羽曳野古市郵便局（古市）
  - 丹比（たんぴ）簡易郵便局（郡戸＝こおず）→2021年3月26日より一時閉鎖。
- ゆうちょ銀行
  - 大阪支店　羽曳野市役所内出張所（誉田＝こんだ）（ATMのみ）

その他簡易郵便局を除く各郵便局にATMが設置されており、羽曳野白鳥郵便局ではホリデーサービスを実施。
※羽曳野市内の郵便番号は「583-08xx」で、集配業務は藤井寺郵便局（藤井寺市藤ヶ丘）が担当している。

## 姉妹都市・提携都市

### 国内
- 亀山市（三重県）
- 御所市（奈良県）

### 海外
- ヒーツィング（オーストリア共和国 ウィーン市の第13区）

## 教育

### 小学校
- 恵我之荘小学校
- 駒ヶ谷小学校
- 高鷲小学校
- 高鷲北小学校
- 高鷲南小学校
- 丹比小学校
- 西浦小学校
- 西浦東小学校
- 埴生小学校(羽曳野中学校と合併)
- 埴生南小学校
- 古市小学校
- 古市南小学校
- 白鳥小学校
- 羽曳が丘小学校

### 中学校
- 河原城中学校
- 誉田中学校
- 高鷲中学校
- 高鷲南中学校
- 羽曳野中学校(2019年3月31日閉校し埴生小学校と合併しはびきの埴生学園となった)
- 峰塚中学校
- 私立四天王寺羽曳丘中学校(廃校)

### 学園
- はびきの埴生学園

### 高等学校
- 大阪府立懐風館高等学校（2009年度開校。2011年度限りで大阪府立羽曳野高等学校と大阪府立西浦高等学校が閉校し合併統合、敷地は旧羽曳野高校を使用）
- 私立四天王寺羽曳丘高等学校(廃校)

### 大学
- 四天王寺大学（旧名称四天王寺国際仏教大学）
- 大阪府立大学羽曳野キャンパス（旧大阪府立看護大学）

### 特別支援学校
- 大阪府立羽曳野支援学校
- 大阪府立西浦支援学校

## 交通

### 鉄道路線
近畿日本鉄道
- 南大阪線
  - 恵我ノ荘駅 - 高鷲駅 -（藤井寺市）- 古市駅 - 駒ヶ谷駅 - 上ノ太子駅
- 長野線
  - 古市駅

中心となる駅は古市駅だが、後述のようにバス路線が藤井寺駅より市内の住宅街に向かって運行されているため、同駅の利用も多い。

### バス
- 近鉄バス : 東部の古市駅を中心に、羽曳が丘・四天王寺大学・桃山台・藤井寺駅（藤井寺市）方面へ。西部の恵我ノ荘駅からは、河内松原駅（松原市）および堺市美原区の平尾を結ぶ路線がある。また、高鷲駅からも路線が開設されたが2017年4月1日に廃止された。
- 公共施設循環福祉バス[6] : 市内各所を結ぶ。6台の自家用バスによる運行で無料で利用可能。本数が極端に少ないので注意が必要。
- たいしのってこバス（太子町コミュニティバス） : 太子町境に近い上ノ太子駅に乗り入れ、同町の各地を結ぶ。金剛バスの事業廃止に伴い2023年12月21日より上ノ太子駅発着路線を運行開始[7]。

### 道路
高速道路
- 西日本高速道路
  - 南阪奈道路
- 市内にあるインターチェンジ
  - 羽曳野インターチェンジ、羽曳野東インターチェンジ

一般国道
- 国道166号、国道170号（大阪外環状線及び旧道）

主要地方道、一般府道
- 大阪府道・奈良県道12号堺大和高田線、大阪府道27号柏原駒ヶ谷千早赤阪線、大阪府道31号堺羽曳野線、大阪府道32号美原太子線、大阪府道186号大阪羽曳野線、大阪府道188号郡戸大堀線、大阪府道190号西藤井寺線、大阪府道191号島泉伊賀線、大阪府道802号八尾河内長野自転車道線

道の駅
- しらとりの郷・羽曳野（美原太子線）

広域農道
- 南河内フルーツロード（金剛広域農道）

### 船舶
現在はないが、石川に堰ができるまでは水上交通も行われていたとされる。

## 市営の公共施設
- 羽曳野市役所本庁
- 羽曳野市支所
- 羽曳野市立総合スポーツセンター「はびきのコロセアム」
- 羽曳野市生活文化情報センター「LICはびきの」
- 羽曳野市立図書館(陵南の森・中央・丹比・羽曳が丘・東部)
- 陵南の森総合センター
- 市民体育館
- 羽曳野市立中央スポーツ公園
- 市民プール(中央スポーツ公園内に2022年開設、夏季のみ営業)

## 名所・旧跡・観光スポット・祭事・催事
市内には世界文化遺産の古市古墳群がある。
- 春日丘団地 （歴史的建築物として特別にスターハウスが保存されている）
- 誉田八幡宮（国宝の塵地螺鈿金銅装神輿、金銅透彫鞍金具などを所蔵）
- 野中寺（中の太子）（「野中寺旧伽藍跡」は国の史跡）
- 野々上八幡神社
- 西琳寺
- 古市古墳群（世界文化遺産）
  - 誉田御廟山古墳 （応神天皇陵）
  - 軽里大塚古墳（日本武尊白鳥陵）
  - 島泉丸山古墳 （雄略天皇陵）
  - 西浦白髪山古墳（清寧天皇陵）
  - 高屋築山古墳（安閑天皇陵） - 高屋城跡
  - 墓山古墳
  - 峯ヶ塚古墳
  - 観音塚古墳
  - 大塚山古墳
- 応神天皇陵古墳外濠外堤跡  （国の史跡）
- 誉田白鳥埴輪製作遺跡 （国の史跡）
- 通法寺跡 （国の史跡、河内源氏の菩提寺の通法寺の跡）
- 源頼信墓・源頼義墓・源義家墓
- 壺井八幡宮 - 河内源氏の氏神
- 飛鳥戸神社
- 白鳥神社
  - 古市だんじり祭
- 吉村家住宅 （国の重要文化財）
- 延羽の湯　南阪奈道路羽曳野インターチェンジ近く、石川沿いに出来たスーパー銭湯。テレビCMやバス広告で大々的に宣伝されている。
- 羽曳野市民総合体育大会　夏休み期間中に開催され、一般、中学生などの部門でスポーツを行う。
- 羽曳野市民マラソン大会　12月頃に市内の石川河川敷で開催される。部門によって競技距離が変わる。

## 著名な出身者

### 歴史上の人物
- 源頼義（平安時代中期の武士）
- 源義家（平安時代後期の武将）
- 源義綱（平安時代後期の武将）
- 源義光（平安時代後期の武将）
- 源義忠（平安時代後期の武将）

### 経済
- 浅田満（ハンナン元会長）
- 海原壱一（海原建設社長）
- 浅井睦（設計士、Engineering Freak代表）

### 学術
- 野林健（一橋大学名誉教授）
- 屋敷二郎（一橋大学教授）
- 梅原末治（京都大学名誉教授）

### 文化
- 朝井まかて（小説家、第150回直木賞）
- 辻本良三（ゲームクリエイター、モンスターハンターシリーズプロデューサー）
- 広河隆一（ジャーナリスト、戦場カメラマン、政治活動家）
- 和島岩吉（人権活動家、俳人、弁護士、日弁連会長）

### 芸能
- 浅田あつこ（演歌歌手）
- 上西小百合（タレント、元衆議院議員）
- 片山淳子（タレント、松竹芸能）
- 笑福亭仁智（落語家）
- 園田泰隆 （声優、YouTuber）
- まこと（シャ乱Q）
- 萬玉あい （ドラマー）
- 柳瀬たかお（お笑い芸人、元騎兵隊、ザ・やなせふなおか）
- 山下隆章（お笑い芸人、蓮華）
- Rei(c)hi（ラッパー）
- こうし（お笑い芸人、アマルフィん）
- うえむら（お笑い芸人、アマルフィん）
- はすき（お笑い芸人、アマルフィん）

### スポーツ
- 大熊忠義（元プロ野球選手、野球解説者）
- ダルビッシュ有（プロ野球選手）
- 太田椋（プロ野球選手）
- 天日謙作（バスケットボール指導者、大阪エヴェッサ初代HC）
- 西畑萌香（女子プロゴルファー）
- 村松珠希（女子プロ野球選手）
- 辻直人（バスケットボール選手）
- 中山香里（元女子プロレスラー）

### マスコミ
- 比留木剛史（NHKアナウンサー）

### ゆかりのある人物
- 三代澤康司（フリーアナウンサー、元朝日放送テレビ。3歳から小学校卒業まで在住）
- 賀喜遥香（乃木坂46）[8]

## 備考
- 市名「羽曳野」はヤマトタケルが没後この地に舞い降り「羽を曳くが如く」飛び立ったという白鳥伝説に由来する。
- 市内で火災が発生すると、公民館などに設置されたスピーカーからサイレンが聞こえてくる。これは消防団員の招集のためである。
- 「うすいえんどう」の名称は、明治時代にアメリカから碓井地区に導入されたことに由来する[9]。